# Сетепенре
| stp · ra · n |

| stp · ra · n |

Сетепенре (англ. Setepenre) — часто вживаний титул єгипетських царів (фараонів), що означає «обраний Ре». Він також використовувався як особисте ім'я принаймні у двох випадках.

## Вимова
В аккадських записах ім'я (що стосується Рамсеса II) передається клинописом як šá-te-ep-na-ri/ea. За словами єгиптолога Антоніо Лопрієно, це слово, ймовірно, вимовлялося /satʰepʰna'riːʕa/.

## Як особисте ім'я
- Сетепенре, остання дочка Ехнатона і Нефертіті (18-та династія)
- Сетепенре, син Рамзеса II (19-та династія)

## Як тронне ім'я
- Узермаатре Сетепенре (Рамзес II)
- Узерхеперуре Сетепенре (Сеті II)
- Ахенре Сетепенре (Сіптах)
- Узермаатре Сетепенре (Рамзес VII)
- Неферкаре Сетепенре Хаемвасет (Рамзес IX)
- Хепермаатре Сетепенре (Рамзес X)
- Хеджкхеперре Сетепенре (Смендес I)
- Аахеперре Сетепенре (Осоркон Старший)
- Нетєркехеперре Сетепенре (Сіамон)
- Тіткеперуре Сетепенре (Псусенн II)
- Хеджкхеперре Сетепенре (Шошенк I)
- Сехемкхеперре Сетепенре (Осоркон I)
- Хекахеперре Сетепенре (Шошенк II)
- Хеджкхеперре Сетепенре (Такелот I)
- Узермаатре Сетепенре (Шошенк III)
- Хеджкхеперре Сетепенре (Такелот II)
- Хеджкхеперре Сетепенре (Шошенк IV)
- Узермаатре Сетепенре (Памі)
- Уаснетєрре Сетепенре (Шошенк VII, існування сумнівне)